# Distretto di Estique
Il distretto di Estique è un distretto del Perù, facente parte della provincia di Tarata, nella regione di Tacna.